# Fănuș Neagu
Fănică (Fănuș) Neagu (n. 5 aprilie 1932, Grădiștea, România – d. 24 mai 2011, București, România) a fost un povestitor, memorialist, nuvelist, romancier și dramaturg român. A colaborat adeseori în cinematografie ca scenarist sau creator de dialoguri. A îndeplinit funcția de director al Teatrului Național din București (1993-1996); a fost ales membru corespondent al Academiei Române în 1993 și membru titular în anul 2001.

## Studii
S-a născut la 5 aprilie 1932, în satul Grădiștea-de-Sus din județul Brăila ( Județul Râmnicu-Sărat (interbelic)), într-o familie de țărani. A studiat primii cinci ani de școală primară în satul natal. Își continuă studiile între 1944 și 1948 la Liceul Militar din Iași (trei ani îi urmează la Liceul Militar din Câmpulung-Muscel). Urmează apoi Școala Pedagogică nr. 2 din București, iar în 1951 devine cursant al școlii de literatură „Mihai Eminescu” până în anul 1952, fiind coleg de generație cu Nicolae Labiș, Radu Cosașu etc. Între 1954 și 1957 învață la Facultatea de Filologie din București, dar nu își încheie studiile.
24.05.2011, ora 3.30 a.m.: "...a încetat din viață la Spitalul Universitar de Urgență «Elias» maestrul Fănuș Neagu, ca urmare a unei afecțiuni neoplazice metastazante, consumptive și cu evoluție îndelungată", se arată într-un comunicat al unității sanitare.
Fănuș Neagu a fost internat mult timp la Spitalul Elias din cauza unui cancer la prostată, iar în ultimele săptămâni a fost în comă.
A murit pe data de 24 mai 2011 la spitalul Elias din București.

## Volume publicate
În anul 1954 debutează cu povestirea „Dușman cu lumea”, în revista „Tânărul scriitor”. În anul 1960 are loc debutul editorial cu volumul de povestiri „Ningea în Bărăgan”, volum retipărit în 1964 sub titlul „Cantonul părăsit”. În anul 1960 publică „Somn de la amiază”, iar în 1962 „Dincolo de nisipuri”. În anul 1967 publică „Vara buimacă”, piesa „Scoica de lemn”, care peste ani se va juca la Teatrul Nottara din București. În anul 1979 „Cartea cu prieteni”. În anul 1981 „Insomnii de mătase”. În anul 1985 „A doua carte cu prieteni”. În anul 1985 i se joacă piesele „Echipa de zgomote” la Teatrul Majestic și „Olelie” la Teatrul Național din București. În anul 1987 „Întâmplări aiurea și călătorii oranj”, volum de publicistică. În anul 1988 „Scaunul singurătății”, roman. În anul 1993 i se joacă la Teatrul Național din București și la Teatrul Național din Timișoara piesa „Casa de la Miezul Nopții sau Paiața sosește la timp”. În anul 1994 republică „Dincolo de nisipuri”, nuvele, la Editura Porto-Franco, Galați.
Este prezent în:
- Les Lettres Nouvelles[6], coordonator Maurice Nadeau, număr special din februarie 1976, Écrivains roumains d'aujourd'hui, p. 111-125 cu un fragment din Îngerul a strigat (L'Ange a crié), în traducerea lui Fernand Bloch.

## Lista selectivă a operelor antume
- 1960 - Ningea în Bărăgan, povestiri;
- 1962 - Dincolo de nisipuri, nuvele;
- 1968 - Îngerul a strigat, roman;
- 1976 - Frumoșii nebuni ai marilor orașe, roman;
- 1979 - Cartea cu prieteni, însemnări;
- 1979 - În văpaia lunii , nuvele;
- 1981 - Insomnii de mătase, însemnări;
- 1987 - Întâmplări aiurea și călătorii oranj, publicistică;
- 1988 - Scaunul singurătății, roman;
- 2001 - Amantul Marii Doamne Dracula, roman

## Filmografie

### Scenarist
- Lumină de iulie (1963) — împreună cu Vintilă Ornaru
- Vremea zăpezilor (1966) — împreună cu Nicolae Velea
- Adio dragă Nela (1972) — împreună cu Petre Bărbulescu
- Ciprian Porumbescu (1973) — autorul dialogurilor
- Dincolo de nisipuri (1974)
- Casa de la miezul nopții (1976)
- Punga cu libelule (1981) — împreună cu Vintilă Ornaru
- Baloane de curcubeu (1983) — împreună cu Vintilă Ornaru
- Lișca (1984) — împreună cu Vintilă Ornaru
- Sosesc păsările călătoare (1985)
- Sania albastră (1987) — împreună cu Vintilă Ornaru
- Casa din vis (1992) — împreună cu Ioan Cărmăzan
- Terente, regele bălților (1995) — împreună cu Lucian Chișu

### Actor
- Elixirul tinereții (1975) — spectator la meciul de fotbal
- Casa de la miezul nopții (1976) — Taliverde
- Crucea de piatră (1994) — generalul sovietic

## Activitatea profesională
- În perioada decembrie 1993 - 1996 a fost director al Teatrului Național din București.
- În noiembrie 1993 devine membru corespondent al Academiei Române.
- La 21 decembrie 2001 devine membru titular al Academiei Române.[7]

## In memoriam
- Casa Memorială "Fănuș Neagu" din comuna Grădiștea, județul Brăila.

### Numismatică
Începând cu data de 12 decembrie 2022, Banca Națională a României a pus în circulație o emisiune numismatică, cu ocazia a împlinirii a 90 de ani de la nașterea lui Fănuș Neagu. Emisiunea este formată dintr-o monedă de argint, cu titlul de 999‰, cu valoarea nominală de 10 lei. Moneda este rotundă, are diametrul de 37 mm, greutatea de 31,103 g, iar cantul monedei este zimțat. Întregul tiraj al emisiunii, de 5.000 de exemplare, este de calitate proof.